# مهند السعد
مهند السعد لاعب كرة قدم سعودي .
كانت بداياته مع نادي الشباب و لعب بعدها لأندية و القادسية والفيصلي والنهضة و وقع مع الدرعية في عام 2015 و وقع مع نادي المزاحمية في عام 2016 .

## روابط خارجية
- مهند السعد على موقع Soccerway.com (الإنجليزية)